# Харун Богра-хан
Харун Бугра-хан или Хасан Богра-хан (умер в 992) — правитель Караханидского каганата в 970 — 992 годы. Внук Сатук Богра-хана, сын Сулейман Арслан-хана и отец Юсуф Кадыр-хана.

## Биография
В 970 году к власти в государстве Караханидов пришёл Харун Бугра-хан, сын Сулеймана и внук Абдалкарим Сатука.
К этому времени держава Саманидов пришла в полное расстройство, а к югу от Амударьи хозяйничали всевластные наместники и военачальники, соперничавшие друг с другом. Он воспользовался этими неурядицами и занял в 990 году Испиджаб — пограничную область на северо-востоке Саманидской державы, а в 992 году — саманидскую столицу Бухару. Однако, здесь он заболел, а через несколько месяцев вынужден был отступить и по дороге в Кашгар скончался.
Караханидское завоевание Ферганской долины ознаменовалось выпуском серебряной монеты — дирхема Ферганы в 991—992 годах. В саманидской столице Бухаре были выпущены динары и дирхемы, на которых, кроме халифа, упомянут только Харун. Это были победные эмиссии, выбитые во время непродолжительного пребывания Харуна в Бухаре между 7 мая и 17 августа 992 года. Они должны были оповестить не только население Мавераннахра, но, в принципе, и весь мир ислама о том, что на востоке мусульманского мира власть от Саманидов перешла к новой династии — Караханидам.
На всех своих монетах Бугра-хан Харун помещал титул Шихаб ад-давла. На монетах Харун назван «амиром верующих» или «наместником Аллаха».
Активный характер благочестия Харуна подчеркивается титулом Захир ад-дава («Опора призыва к вере»), аттестующим Харуна как распространителя ислама.
Первые караханидские монеты не продолжают саманидские традиции, а отталкиваются от неё. Иными словами, едва появившись Харун (а в его лице и новая династия) заявил о себе как о новой политической силе, претендующей на всё саманидское наследие, но ничем не связанной с прежней саманидской властью, как о государе не только суверенном, но и более соответствующем идеалу мусульманского правителя.
После смерти Харуна Бугра-хана саманид Нух с помощью сельджукида Исраила б. Сельджука восстановил власть Саманидов в долине Зерафшана, в бассейне Сырдарьи — в Фергане, Худжанде, Шаше с Илаком и даже Исфиджабе.
Преемником Харун Бугра-хана стал великий каган Тоган-хан Ахмад ибн Али, вступивший на престол в 992 году. Также одним из других сыновей являлся Юсуф Кадыр-хан